# 正代直也
正代 直也（しょうだい なおや、1991年11月5日 - ）は、熊本県宇土市出身で時津風部屋所属の現役大相撲力士。本名同じ。身長184.0cm、体重170kg、血液型はA型。得意技は右四つ、寄り。最高位は東大関。

## 来歴

### アマチュア時代
3500gの体重で生まれ、乳児期には母親の両方の乳を吸い尽くしても母乳が飲み足りず泣き止まないほど食欲旺盛であった。生後11カ月で歩き回るなど成長が速く、1歳で1升の餅を担いだ。幼少期の大好物は祖母の作る煮物であった。
正代が宇土小学校1年生の頃に公園で相撲を取って遊んでいたところ、宇土少年相撲クラブの監督にその才能を見出されて道場に通うようになった。正代にしてみれば見知らぬ人物にいきなり道場に車で連れて行かれたというものであり、後にこの時のことを半ば無理やりであったと述懐している。最初は遊び感覚であったが、学年が上がるにつれて稽古は本格化した。小学5年生でわんぱく相撲の全国大会に出場し、鶴城中学校2年生で交代選手として全中の団体優勝メンバーとなる。熊本農業高校3年生では国体相撲少年の部で優勝した。
東京農業大学国際食料情報学部国際農業開発学科に進学すると、1年生の時には「もう帰りたい」と家族に泣き言を言ったものの、2年生の頃から弱音を吐かなくなった。2年生で学生横綱となり、大相撲の幕下15枚目格付出の資格を取得したが、大学卒業を優先したため、タイトル獲得から1年間の期限がある幕下付出資格は失効した。3年次には全日本相撲選手権大会の決勝に進出したが、遠藤聖大（後の幕内・遠藤）に敗れてアマチュア横綱のタイトルは獲得できず、4年次も幕下付出の資格を得る主要タイトルを取ることはできなかった。主要タイトルを逃したことについては、学業を疎かにできなかったためと後に明かしている。1年生の時は角界入りを現実的に思い描いてはいなかったが、豊ノ島に「体もできているし、プロでもやっていけるよ」と声を掛けられた。角界入りを考え始めたのは大学4年の夏からであり、この頃教育実習に行ったが自分は教師に向かないと感じたことがその理由となった。2週間の教育実習で10kg痩せるなど苦労し、本人はこの体験を「20数年間の人生の中で一番大変な思いをした期間だったのかもしれませんね」と2017年1月場所前のインタビューの中で振り返っている。稽古面では東京農業大学相撲部恒例の、毎年3月に行われる大阪での時津風部屋との合同春合宿で力を付け、プロの世界を知った。

### 大相撲入門後
大学卒業後は東京農業大学相撲部と繋がりの深い時津風部屋に入門して、2014年3月場所で初土俵。幕下付出資格を失効したため前相撲スタートとなったが、5日目の前相撲2番目で芝に敗れている。しかし、同じ5日目にはもう1番組まれてこの取組には勝ったため、2勝1敗で一番出世の最後の枠に滑り込んだ。翌5月場所は初めて番付に名前が載り、5日目（3番相撲）には苦手の芝に初めて勝利すると、そのまま7戦全勝として序ノ口優勝を決めた。序二段昇格の7月場所では11日目（6番相撲）で貴源治に、三段目昇格の9月場所では9日目（5番相撲）で芝に敗れ、幕下昇進の11月場所でも5日目（3番相撲）、7日目（4番相撲）で肥後嵐、朝天舞に連敗したが、幕下中位で迎えた2015年1月場所では蜂窩織炎や下痢など体調不良に悩まされながらも、13日目（7番相撲）で場所後に十両昇進が決まった石浦に勝って7戦全勝となり、幕下優勝を決めた。翌3月場所からは関取を伺う幕下上位の地位で3場所連続で勝ち越し、負け越し知らずのまま、同年7月場所後の番付編成会議で、9月場所での新十両昇進が決定した。熊本県からの新十両は、2013年11月場所の肥後ノ城以来。16代時津風が育てた初の子飼い関取。なお四股名について、時津風親方は正代を「いい名前。おかしくない」と話しており、このまま本名を四股名にした。もし3年で関取にならなければ大相撲を引退して第二の人生を歩むつもりであったと、御嶽海と嘉風とで行った2018年の鼎談で語っている。

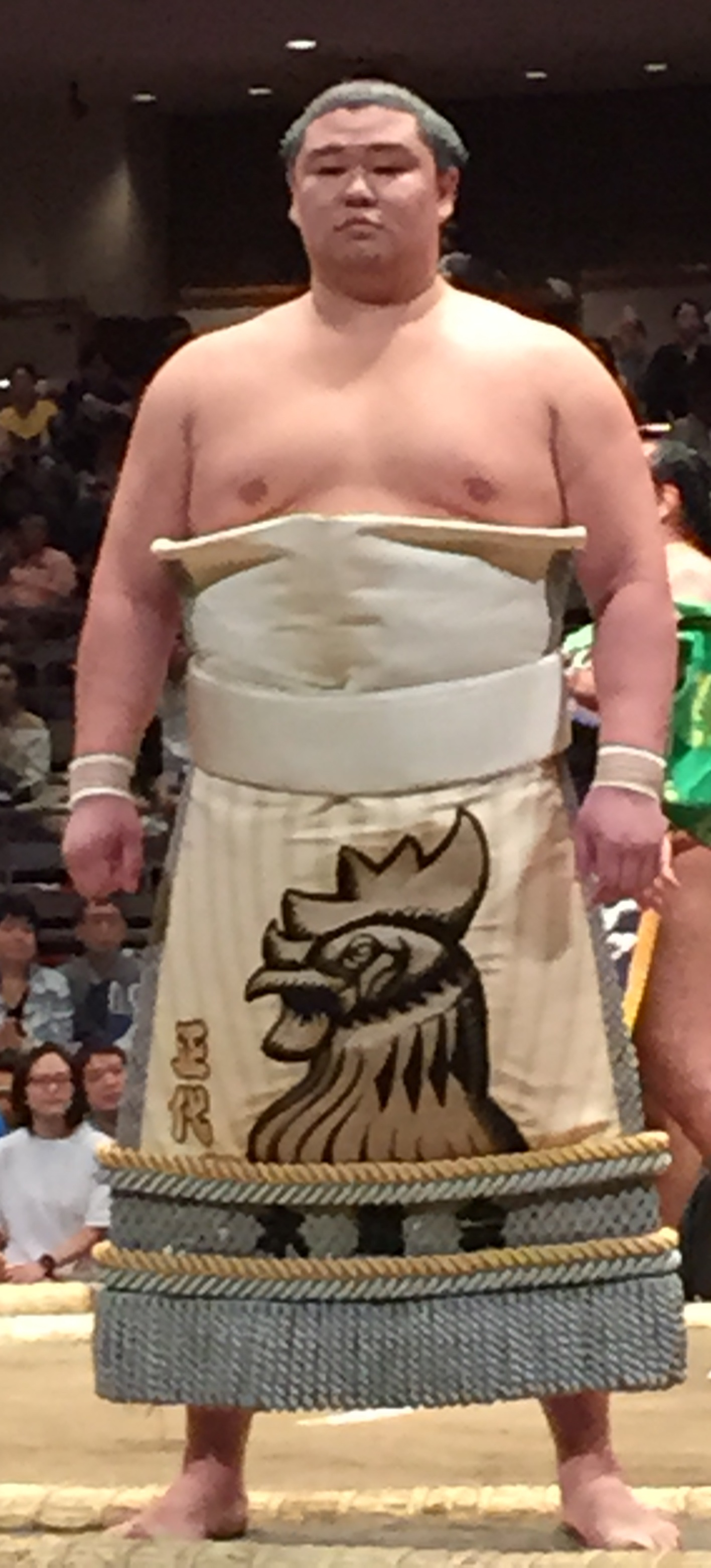
土俵入りする正代（2015年9月13日撮影）

記者会見では、十両で対戦したい相手を聞かれて「誰とも当たりたくないです」と答えたり、憧れの力士はいないと答えるなど悲観的な発言も見られ、「超ネガティブ関取」と話題になったが、新十両で迎えた9月場所では11勝4敗の大勝ち。2場所目の11月場所では13勝2敗まで星を伸ばし、この場所の十両優勝となった。
2016年1月場所で新入幕（西前頭12枚目）。熊本県からの新入幕は、2014年5月場所の佐田の海以来戦後20人目。初土俵から11場所所要の新入幕は、1958年以降初土俵（幕下付出は除く）ではスピード3位タイ。この場所は、4勝11敗に終わったもう一人の新入幕である輝とは明暗を分ける形で10勝を挙げ、敢闘賞を受賞。これは初土俵から12場所の三賞受賞で、1950年1月場所の同じく新入幕の前頭18枚目若ノ花（のち横綱）の初土俵から9場所の最短三賞受賞（11勝4敗で敢闘賞）記録に次ぐ史上2位の記録（幕下付出を除く）であり、年6場所制が定着した1958年以降では最速の記録となっている。3月場所も勝ち越して、東前頭2枚目で迎えた5月場所は、開幕から大関・横綱相手に6連敗を喫し、最終的に6勝に留まり、自身初の負け越しを経験した。同年9月場所も西前頭2枚目と上位総当たりの場所となったが、ここでも初日から大関・横綱に歯が立たず7日目まで黒星続きであり、以降千秋楽まで13日目の黒星を除いて勝ちっ放しであったものの7勝8敗と三役昇進まであと一歩及ばなかった。しかし13日目の負け越し確定まで奮戦したことに対して「よく粘れたんじゃないですか」と場所を振り返って自身を評価していた。
11月場所は西前頭3枚目の地位で11勝を挙げ2度目の敢闘賞を受賞。

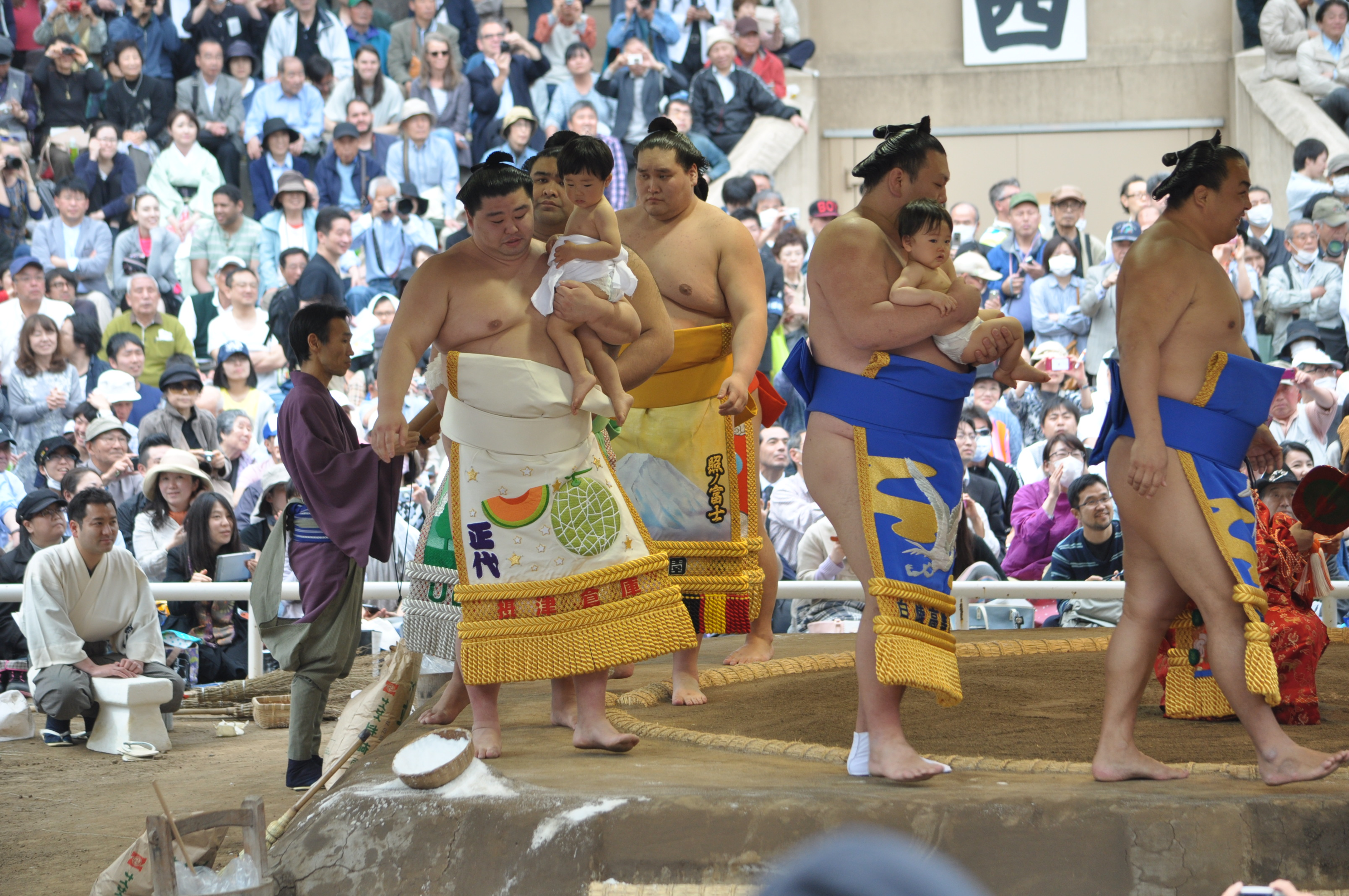
靖国神社奉納大相撲 土俵入りする正代（2017年4月17日撮影）

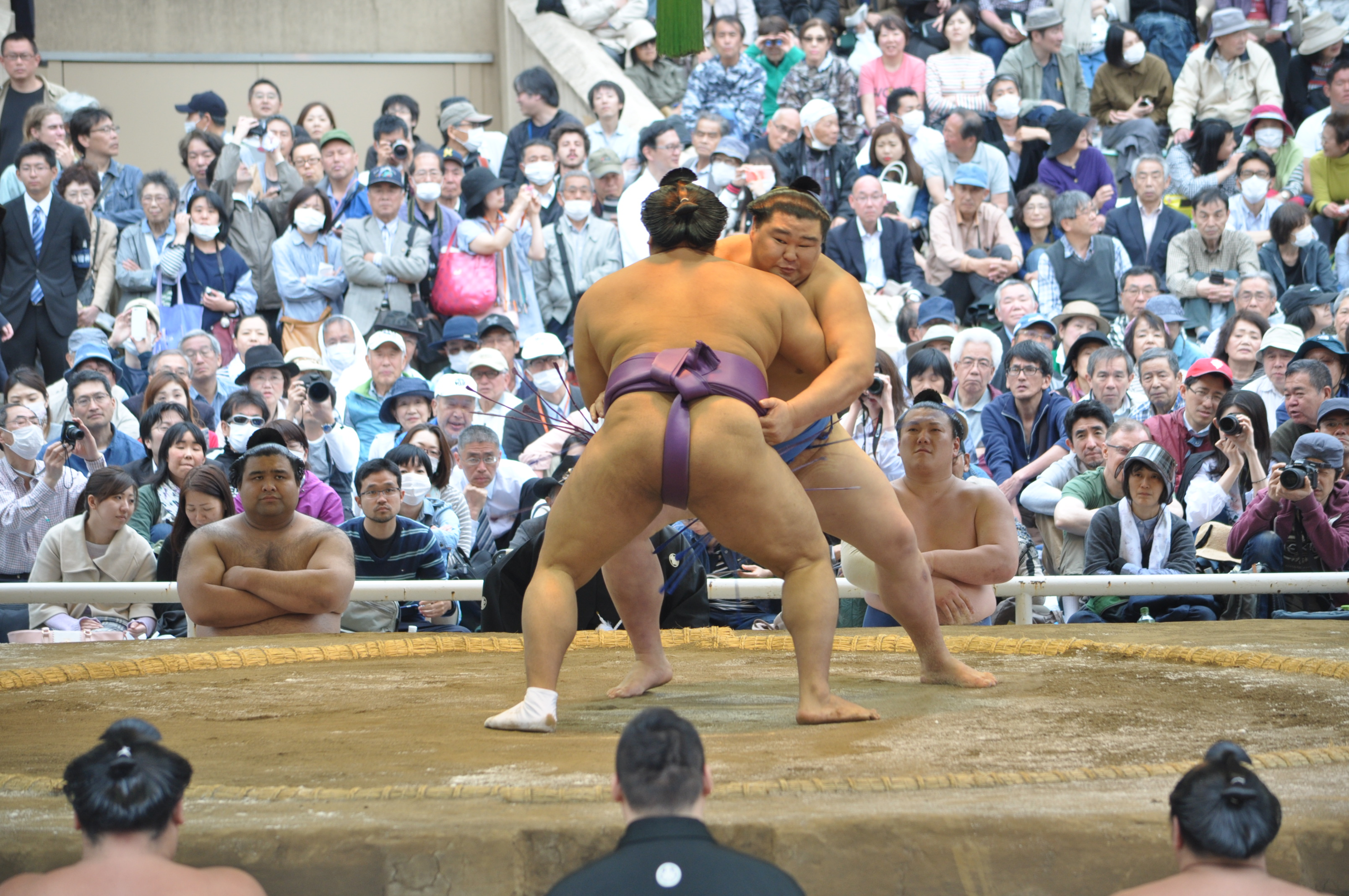
靖国神社奉納大相撲 正代の相手は貴ノ岩（2017年4月17日撮影）

2017年1月場所は初めての三役を新関脇で迎えた。この昇進は初土俵から所要17場所史上2位タイのスピード出世で、東京農業大学からの新関脇は豊山勝男以来2人目となる。時津風が育てた初の子飼い三役。年末年始は熊本に帰省しており稽古していなかったためか、2017年の新年の稽古始めでは小柳（現・豊山）と逸ノ城に6連敗、鶴竜にも15戦全敗と不調が伝えられた。本場所では負け越したものの7勝8敗と健闘した。3月場所は4勝11敗と大敗に終わり、場所後の座談会で錣山（元関脇・寺尾）が「相撲を覚えられたということもあります。自分の形になっても腰高ですね。あの弾くような立ち合いはいいのですが、もう少し低く当たらないといけません。今は腰高なので中に入っても相手に外四つで攻められます」と評価された。5月場所は西前頭5枚目の地位で10勝5敗。この場所で琴奨菊が東関脇2枚目で7勝8敗と負け越しており、平幕で10勝を挙げた力士の中で正代は最も高地位であった上に、東前頭筆頭から東前頭5枚目にかけて勝ち越し力士が皆無であったため、番付運次第では7月場所での三役返り咲きも有り得たが、三役から平幕に落ちる力士がいなかったため7月場所での返り咲きを逃した。それでも7月場所は東前頭筆頭まで地位を伸ばした。場所では2日目の日馬富士戦で自身初の金星を獲得しており、その感想を「まだドキドキしていて…。部屋に戻ったくらいで湧いてくるのかな」「今日が千秋楽なら最高だけど、まだ2日目。一方的に押し込まれましたからね。押し込めるようになれば、自信もつきますが」と述べていた。しかしそれ以外は見せ場が無く、6日目に照ノ富士から不戦勝を獲得したがそれを活かせず、5勝10敗に終わった。7月31日の夏巡業草津場所では髙安と三番稽古を11番行い、11戦全敗と圧倒された。この場所は6日目に照ノ富士から2場所連続となる不戦勝を獲得するも、6勝9敗の負け越し。2場所連続で同一相手から不戦勝を獲得したのはこれで3例目。11月場所は14日目に対戦相手だった妙義龍が休場したため不戦勝で勝ち越しを決めた。
2018年1月場所は初日から3連敗と出遅れたが、4日目から4連勝。中日と9日目を連敗した後に10日目から3連勝したが、残りは負けて7勝8敗。終わってみれば星取りはツラ相撲であった。3月場所は半枚降下にとどまる西前頭4枚目の地位を与えられた。この場所もツラ相撲の星取を見せたが、7勝6敗から給金相撲を連続で落として先場所に続いて7勝8敗に終わった。翌5月場所は番付据え置きの西前頭4枚目で迎えた。初日から5連勝するなど序盤から白星を先行させ、13日目には大関獲りがかかっていた関脇・栃ノ心を2場所連続で破るなど存在感を見せて9勝6敗と勝ち越した。7月場所は東前頭筆頭まで番付を伸ばした。初日の大関・豪栄道戦に勝利して幸先の良いスタート切ったものの、以降の上位戦は新大関の栃ノ心に対して不戦勝を取ったのみで他は全て敗れ、10日目に早くも負け越しが決まった。11日の琴奨菊戦では今場所2つ目の不戦勝を得るなど運に恵まれたこともあって終盤は少し星を戻し、6勝9敗の成績だった。東前頭3枚目で迎えた9月場所は高安、栃ノ心と2大関を破ったもののそれ以外に星が伸びず6勝9敗に終わった。
2019年は1月場所、3月場所と負け越しに終わったが、東前頭7枚目の地位で迎えた5月場所では12日目に半年ぶりとなる勝ち越しを確定させた。

### 初優勝・大関昇進まで
2020年1月場所は初日から6連勝と好調を見せた。7日目の豪栄道戦で初黒星を喫したが、9日目には同じく1敗の大関・貴景勝を破って勝ち越しを決めた。14日目の德勝龍との1敗対決には敗れるも、千秋楽では御嶽海を圧倒し13勝を挙げた。しかし、結びで1敗の德勝龍が貴景勝に勝った為、正代は惜しくも決定戦進出を逃した。正代も千秋楽まで優勝争いに加わったことからこの場所は敢闘賞を受賞している。また、千秋楽に德勝龍に逆転優勝すれば德勝龍に代わって正代が殊勲賞を受賞する予定であった。
2020年3月場所は、18場所ぶりの三役、そして、19場所ぶりの関脇の地位で臨むも、先場所の好調さとは打って変わって終始乱調で結局8勝7敗とギリギリの勝ち越しで終えた。だが横綱白鵬、大関貴景勝を撃破するなど要所で存在感は発揮した。また白鵬を破ったことで殊勲賞候補に挙がったが、賛成票が出席した三賞選考委員19人の過半数に達しなかったため受賞を逃した。
2020年7月場所は、13日目に白鵬休場による不戦勝などもあって自身初の三役での2桁勝利を記録した。14日目には単独先頭の照ノ富士を破る活躍もあったものの千秋楽は照ノ富士が御嶽海を破ったことにより目の前で優勝が決まりさらに新大関の朝乃山に敗れ11勝4敗で幕を閉じた。
2020年9月場所は、初日から白星スタートで3連勝したが、4日目に7月場所優勝者の照ノ富士に負け黒星。7日目には小結・隠岐の海にも土をつけられるもその後はまた白星を重ねていき、13日目には大関・貴景勝を突き落とし、14日目には大関・朝乃山を押し倒しで破った。千秋楽には11勝3敗の新入幕の翔猿を突き落としで下し、自身初、熊本県出身の力士では年6場所制定着以降初の幕内最高優勝を決めた。 打ち出し後、伊勢ケ浜審判部長が大関昇進を諮る臨時理事会の招集を八角理事長に要請した
。9月30日、両国国技館で開催された大相撲令和2年11月場所（両国国技館開催）番付編成会議と臨時理事会において、正代の大関昇進が満場一致で承認された。新大関は2020年3月の朝乃山以来で、時津風部屋からは元理事長の豊山以来57年ぶり、熊本県出身では1962年7月の栃光以来58年ぶりとなる。墨田区の時津風部屋で行われた伝達式では、「謹んでお受けします。大関の名に恥じぬよう、至誠一貫の精神で相撲道に邁進して参ります」と口上を述べた。

### 大関昇進後
11月場所は年間最多勝利もかかる場所となり、「あまり20代最後は意識しないように、できるだけ若々しい相撲を取れたらと思う」と語っていたが、3日目の髙安戦で足首を痛め、5日目に休場を願い出た（最多勝は貴景勝の51勝。正代は48勝）。左足首の靱帯損傷で約3週間の安静加療を要するという。
12月22日、部屋で幕下以下と10番相撲を取って全勝し「とりあえず痛みは感じない」と怪我の調子を語った。

#### 2021年
2021年1月場所は優勝争いに加わり、11日目に首位の2敗である大栄翔に並んだ。10日目から3番連続で物言いがついた格好となっていた。13日目の隆の勝戦では右足一本で土俵際で残して叩き込みを決めて白星を収めたが、この一番も物言いがつく行司泣かせな一番であった。しかし、14日目で照ノ富士に敗れ、平幕の大栄翔の単独トップを再度許す形となり、千秋楽では自身の取組前に大栄翔の初優勝が決まる格好となった。千秋楽も同じく大関の朝乃山に敗れ、11勝4敗で終えた。
3月場所は大関になって初めて東正大関の位置で迎えたが、初日にいきなり御嶽海に敗れると中々波に乗ることが出来ず、6日目終了時点で4敗と早々に優勝争いから脱落。それでもこの場所好調だった高安を破るなど大関としての意地を見せ、12日目になんとか7勝目まであげるも翌13日目から3連敗を喫し結局7勝8敗と自身8場所ぶり、大関になってから初の皆勤負け越しとなり、来場所は大関在位4場所目にして早くも2度目の角番で迎えることとなった。
5月場所は、序盤を危ない相撲がありながらも4勝1敗で切り抜ける。しかし中盤は3連敗を喫するなど10日目を終えて5勝5敗と、苦しい成績となる。そこからはなんとか連勝し、13日目に角番を脱出した。しかし、本来なら13日目は照ノ富士との大関同士の対戦が組まれることになるが、成績が振るわないことで割を崩されることとなった中での勝ち越しだった。14日目は優勝争いをする大関・貴景勝に敗れるも、千秋楽は平幕ながら終盤に2大関を破り、勝てば優勝決定戦進出の可能性を残していた遠藤を破って9勝6敗で場所を終えた。
7月場所は、連勝スタートを切るも、3日目から3連敗し、早々に優勝争いから後退する。その後も星が安定せず、9日目にようやく白星を先行させる。12日目に7勝目をあげて勝ち越しに王手をかけるが、そこから優勝争いのトップを走っている全勝の大関・照ノ富士、横綱・白鵬に連敗し、7勝7敗で千秋楽を迎える。その千秋楽では同じく勝ち越しをかける関脇・髙安を破り、なんとか勝ち越して場所を終えた。
20代最後の場所となった9月場所は、初日黒星発進だったものの、序盤を4勝1敗で切り抜ける。中盤には取りこぼしもあったが、11日目に勝ち越しを決め、優勝争いに踏みとどまる。ただ、12日目からは、好調の平幕との対戦が続き、千秋楽の横綱・照ノ富士戦も含めて4連敗。終わってみれば、8勝7敗の成績であった。
11月場所は6日目に3敗を喫して事実上優勝争いから姿を消し、北の富士もこれには「実にふがいない大関であろうか。立ち合いの失敗を敗因に挙げていたが、大事なことを忘れているようだ。正代に欠けているのはひとえに稽古の量。努力が足りないのである。それに気付かないと大関は務まらない」と嘆いていた。結果、12日目に勝ち越しを決めたが、14日目、千秋楽と連敗し、9勝6敗で場所を終えた。なおこの場所は横綱・照ノ富士が14日目にここまで12勝1敗と好調の阿炎との対戦が組まれたことによる割り崩しが行われ、対戦が組まれなかった。大関昇進後初の御当地場所（2020年は東京開催なので御当地場所ではなかった）を9勝で終えたことに対して15代武蔵川は「正代なんて、もう大関と呼ばなくてもいい。『オスモウチャン』でいいよ」と酷評した

#### 2022年
1月場所は初日から霧馬山相手に逆転の小手投げで勝利、4日目の若隆景戦では相手の勇み足で白星を拾い3勝1敗としたが、その後の成績が振るわず、13日目に負け越しが決まる。3月場所は貴景勝とともに角番となる。14日目に豊昇龍に取り直しの末に敗れ9敗、千秋楽は千代翔馬に逆転の小手投げで勝ち、6勝9敗で終えた。またこの場所も照ノ富士戦が組まれず、両者が皆勤した場所としては史上初の2場所連続の大関横綱戦割り崩しとなった。
2月9日、協会は正代の新型コロナウイルス感染が新たに確認されたと発表した。3月場所前は新型コロナウイルス感染の影響で調整の遅れが報じられ、3月4日の時点でも関取衆と稽古できない状況であったが、本人は勝ち越しを目標に掲げた。
3月場所は3度目の角番で迎えたが、初日から4連敗を喫するなど苦しんだが、中盤から星を盛り返していき、14日目には優勝争いのトップを走っていた高安を下して勝ち越した。初日から4連敗した後に角番を脱出したのは史上初めての事となった。千秋楽も優勝争いをしていた若隆景に勝って、9勝6敗で場所を終えた。
5月場所は中日まで2勝6敗と前半は絶不調。2勝目を挙げた中日の豊昇龍戦は八角理事長が「物言いはつけた方がいい。テレビでは分かるけど、館内（のファン）は分からないからね。確認することは必要」と審判に注文を付ける微妙な1番であった。10日目に7敗目を喫した際は北の富士からも「正代は一度、大関を明け渡して出直した方がいい。まるで相撲になっていない」と酷評され、正代、御嶽海、貴景勝の3大関を指して「この分だと、3大関全員が負け越すかもしれない。これはめったにないので、一度見てみたいものだ」と嘲笑された。結果的に5勝10敗で場所を終え、来場所は4度目の角番となる。
7月場所前に北の富士は「恐らく勝ち越しは無理でしょう。この一年間の成績を見ても、負け数の方が多いくらい（実際は直近6場所は45勝45敗で五分）で、大関にいるのが不思議です」と酷評し、さらに「少しは心を入れ替えて稽古でもやっているのかと思っていたが、先日はどこかのスポーツ紙に、豊山と稽古して8勝1敗で自信を回復したようなことが出ていた。もし、あの記事が本当なら、もはや言うことはない」と心構えを非難した。2日目に隆の勝に一方的に負けた際には「解説の親方たちは正代の体に張りがないと言っていたが、私に言わせてもらうと、気持ちはもっと張りがないのではないか」とモチベーションの低さが滲み出ている旨を指摘している。しかし6日目の大栄翔戦では鋭い立ち合いからの一気の押し出しを見せた。7日目の逸ノ城戦でも右差しを許さず、左からいなし、下からの攻めで最後は押し出し、全勝を止め、北の富士からも「人が違うな」とつぶやかれた。この取組後には立合いで膝の角度を変え、腰が割れるようにしたことを明かしている。結果的には12日目で勝ち越しを決定し、千秋楽に場所前の北の富士の予想を真っ向から覆す10勝目を挙げた。これには北の富士も「正代に会わせる顔がない、解説する資格ない」と嘆いた。
8月30日、10月23日に都内のホテルで大関昇進パーティーを開くと明かした。大関昇進から約2年、新型コロナウイルスの影響で延期となった形である。本人は「大関でいるうちにやれたらいいなと思っていた」と安堵していた。31日、一部報道から右足親指の巻き爪及び化膿が報じられた。それが祟ったのかこの場所は先場所後半の相撲内容が影を潜める絶不調で、大関では15日制下において史上最速となる皆勤して9日目で負け越し確定という不名誉記録を残した。その体たらくから解説の舞の海秀平からも「心のどこかに、大関の制度に甘えていないか?と正代自身も問いかけてみてほしいですね。先場所あれだけのことできたわけですから」「たった1度の人生、誰でも大関になれないのに、その中で努力して大関の地位を張って…。もっと開き直って、暴れてほしいですね。人生楽しいんだろうかと思ってしまいますよね」と苦言を呈された。8代尾車からも場所中「『今場所も大丈夫だろう』という甘い気持ちがあったのではないか。心の緩みが9日目での負け越しとなったのではないか」「来場所は5度目のカド番。大関から陥落してもいいじゃないか。じっくり立て直してほしい。正代はそこまで落ちてしまっている」と評された。結局その後も不振は続き夏場所を下回る4勝11敗でこの場所を終え、来場所は5度目の角番で迎えることとなる。10月23日に都内のホテルで開催された大関昇進披露祝賀会に出席した。
角番で迎えた11月場所は、7日目までは4勝3敗と勝ち星が先行していたが、8日目以降3連敗を喫し、11日目の若隆景戦は勝ったものの12日目に敗れ、後がなくなった13日目に玉鷲戦に敗れて8敗目を喫し、この場所の負け越しが決定した。正代は大関在位13場所で次場所（2023年1月場所）は大関の座から陥落することとなった。なお、先場所角番で負け越して今場所大関から関脇に陥落していた御嶽海も、次場所大関復帰の特例規定となる今場所10勝を挙げられず、大関復帰が消滅した。これにより、次場所は1898年1月の春場所以来125年ぶりに「1横綱1大関」となることが事実上確定した。その2023年1月場所2日目の北の富士のコラムでは「逆に執念のカケラも感じさせないのが正代。胸の出しっ放しで土俵下まで突き出されて2連敗。このままではとても大関復帰は無理な話である。場内にはたくさんの正代タオルが振られているのに、何も感じないのだろうか。それが残念だ」と切り捨てられた。

#### 2023年
1月場所は西関脇の2番手に陥落し、10勝以上で大関特例復帰を目指す場所となった。初日に平幕に陥落した御嶽海との元大関対決が実現したが敗れ、その後も3日目の琴ノ若戦と6日目の翔猿戦以外に勝ち星を挙げられず、8日目に若元春に敗れて6敗目を喫したことで当場所10勝以上に到達しないことが確定し、大関特例復帰が消滅した。その後9日目から4連勝と一時持ち直したが、その後3連敗で6勝9敗の負け越しに終わった。3月場所前の3月6日、大阪市内の大阪場所稽古場で稽古を行い、十両昇進をうかがう東幕下3枚目の時疾風との三番稽古で12勝2敗と順調な仕上がりを見せた。心配された右足の状態も復調しつつあると伝えられた。この3月場所は好調で、10勝5敗と2022年7月場所以来の好成績。普段は正代に対して辛口のコメントが目立つ北の富士もこの場所中は大関に上がる頃を彷彿とさせる出足を評価しており、モチベーションや馬力が戻ったようだと指摘している。5月場所は東小結2枚目に番付を戻し、場所前には2桁白星を挙げれば再大関取りのチャンスがやってくるかもしれないと報じられた。

#### 2024年
1月場所7日目に照ノ富士から寄り倒しで自身としては大関昇進前の2017年7月場所2日目の日馬富士戦以来約6年半ぶり2個目となる金星を獲得したが、この場所の最終成績は4勝11敗の負け越しで取り終えた。7月場所は2連敗からの６連勝で8日目の時点で全勝の照ノ富士を追う形だったが、終盤失速した。7月場所、9月場所を連続10勝で終え、準御当地の11月場所は9場所ぶりの三役となった。しかし本人は「三役には特に思い入れはないです。給料が上がるな、ぐらいで」と話している。

## 取り口
得意技は右四つ、寄り。もろ差しや掬い投げも得意とする。胸から強く当たり、相手の上体を起こして右を差す取り口で、前捌きも上手い。また他の力士には無い独特のやわらかさを誇り、後述のように課題の残る立合いの上に腰高の為、最初から守勢に回ることが多い反面、その柔らかさで相手の攻めを凌いで白星を拾う相撲も多い。差せなくても引き技には頼らない傾向にある。摺り足はあまり良くなく、摺る時に腰が上下に動きがち。2016年5月場所前の報道では、部屋の稽古場で兄弟子の豊ノ島が「最初からまわしを取りにいくと、勝てなくなってきた」と漏らしたことが伝えられた。しかし顎を上げて胸を出す立合い故に、立合いで先制されるとあっさり後退する場面が目立ち、特に妙義龍のような速攻型の突き押し力士との取り組みで顕著である。特に胸を出す立合いは多くの角界関係者・角界OBが指摘している。
それほど稽古熱心ではないが一門の横綱である鶴竜や弟弟子の小柳（現・豊山）など稽古相手に恵まれ、時天空が元気であったころは彼にも胸を出してもらって力を付けた。アマチュア時代から稽古熱心ではなかったようであり、大関昇進の際には母が「（家で稽古は）ないない、全くない。相撲にまじめじゃなかったんです」と証言している。大関昇進後も北の富士から稽古不足を指摘されている
突き押しに弱く、太り過ぎなのも欠点。一方、2019年11月場所頃になるともろざし一辺倒の相撲から脱却し、右四つ左上手の型も向上している。2020年1月場所中の7代高砂の論評によると、胸を出す立合いは相変わらずだが立合いの当たりが強くなったという。
ただ、巨漢力士相手には上手を引けないと苦しいようであり、2020年1月場所14日目に188kgの巨漢である德勝龍と対戦した際には上手を引けていない不十分の体勢で強引に出て突き落としで敗れている。大関に上がった頃には胸を出す相撲は相変わらずとして、前に出る意識と圧力、相撲の早さと体格が向上していた。
大関昇進以前には白鵬との取組において怖がる様子を見せる傾向があった。いわゆる「場所相撲」だが、元雅山の二子山親方はもっと稽古場で大関の自覚を見せるべきだと稽古態度を酷評した。2021年1月場所は前述の通り物言いがつく相撲を何番も制しており、大きな体の割に軽快な土俵際の回り込みのうまさを発揮したが、北の富士からは相撲内容の悪さを批判されていた。
気分屋であり気分が乗ると白星を積み重ねやすくなる傾向があり、初日からの4連敗に危機感を感じて中盤以降息を吹き返してカド番脱出を果たした2022年3月場所はその好例である。大栄翔との取組では右を差しに出るところをのど輪で押し出されることがパターン化しており、特に2022年5月場所3日目に敗れた際には北の富士から「何度、同じ負け方をすれば気が済むのかと理解に苦しんでしまう。もう言うだけ無駄である。どうぞ好きにやってもらった方が良い」と見限られてしまった。
本人によると名古屋場所では例年後半に疲れが出て失速するようである。

## エピソード

### 性格
- 2020年1月場所中「受験は12月に終わりました。ちょうどアマチュア選手権（全日本選手権）とかぶって。予選落ちしてから試験受けました。受験の緊張でアマチュア選手権どころじゃなかったです」と自身が熊本農高3年の時のことを語った。東農大へはスポーツ推薦で進学予定でよほどのことがない限り受験に失敗することが無かったにもかかわらず当時非常に不安がっていた。これは正代のネガティブぶりが分かるエピソードとなっている[91]。

### 取組関連
- 時間いっぱいになると花道奥の付け人と目を合わせる。付け人と目が合うと小さくコクリとうなずき、土俵の中央に向き直す[92]。
- 2016年11月場所11日目の勢との対戦で、軍配差し違えの末勇み足で白星を拾い、勝ち越しを決めた。2本差されて後退し、土俵際で寄り倒されたが物言いがつき、勢の右足が先に土俵外に出ていたとされた1番であった[93]。
- 2017年1月場所初日の取組で白鵬と取ることが決まった際、正代は「けがなく生還したらいいんじゃないですか」とネガティブなコメント[94]。
- 2019年11月場所13日目の炎鵬戦では、左差し右上手を取って腹で炎鵬の首を極めながら吊り上げ、寄り倒しで破った。これにはAbemaTVで解説を務めた旭道山も「首が極まって大丈夫かなと思いました。首が抜けたからよかったです」とコメント[95]。
- 九州場所は相性が良く、2019年時点では入門以来全ての場所で勝ち越し。2019年12月4日の冬巡業人吉場所ではこの年も九州場所で勝ち越したことについて「三賞というよりも勝ち越して地元に戻ってこられて良かった」と話していた[96]。
- 関脇以下の力士では特に大栄翔を苦手としており、通算対戦成績で負け越している。大関昇進後も分が悪い。

### 取組以外の相撲関連
- 大関昇進前は番付の都合でNHKの大相撲中継でニュースが組まれる前後に取り組みが行われることが多々あった。その時のニュース担当のアナウンサーが松村正代だったことがあり、正代から正代に渡すような構成になっていた。松村も正代のファンである。
- 2017年7月場所初日はムスタングで場所入りした[97]。
- 2022年5月場所からは不二家から贈呈されたペコちゃんが描かれた化粧廻しを使用。弟弟子の豊山はポコちゃんが描かれた化粧廻しを使用[98]。
- 2022年の大相撲の七夕企画では「角番脱出」と祈願を行った[99]。
- 2023年5月4日に電撃引退した逸ノ城については引退当日に「初土俵が同じ2014年。逸ノ城が1月、自分が3月と、デビューは1場所しか違わなかったから、相撲教習所に通っていた時期も重なっていて、いろいろと思い出がある。教習所のころから強かった。まだできると思っていたので残念ですね」とコメントした[100]。

### 巡業において
- 2019年4月15日に行われた春巡業の靖国神社奉納大相撲では約15分の間に鶴竜の横綱土俵入りの従者を2回務め、自分の幕内土俵入りもこなした。正代は「1日2度は初めて。しかもこんな短時間に」と、疲れた様子で語った[101]。

### 稽古場において
- 真偽は不明だが貴闘力によると16代時津風は正代を大関に育てるために貴闘力に半年ほど稽古の指導を依頼したという。貴闘力は大関を狙っていた頃の正代を真面目で一生懸命であったと振り返っている[102]。
- 2021年8月23日に相撲教習所で行われた合同稽古では春日野から「そんな胸（の出し方）だったら、大関が胸を出す必要ないんじゃないか。どれだけやるのかと思ったら、なんじゃそりゃ。なめてんのか。それが大関か、おい！」と激しく叱責された[103]。
- 2022年10月26日の部屋での稽古中、おしゃべりしている若い衆2人に「しゃべるのなら、出て行っていいよ」と叱責した。普段は至って温厚で弟弟子たちに対しても気さくな正代とあって、これは異例の出来事であった。だが、稽古終了後には若い衆へのフォローも欠かさなかった[104]。

### 郷土力士として
- 2020年1月場所は1963年7月場所に北葉山が達成して以来となる時津風部屋の幕内最高優勝が懸かっていただけに地元の宇土市は大騒ぎであったという[105]。場所14日目には同市旭町のエコウィン宇土アリーナでパブリックビューイングが開かれた[106]。
- 2021年6月2日、同年4月に故郷の宇土市で地元後援会が新設されたことが正代本人によって明かされた[107]。

### 他の力士・親方との関係
- 内田勝男（元大関・初代豊山）からは内田の現役時代のDVDを贈られており、これが時津風部屋の歴史の一部を知る機会となった[8]。
- 2017年1月場所前の座談会ではお笑い芸人のはなわが、同じ九州出身力士の松鳳山から正代がやたらといじられていることを話していた。それだけ松鳳山と仲が良いことを表すエピソードである[108]。

### 他のスポーツ選手・芸能人との関係
- 2021年シーズンの東京ヤクルトスワローズリーグ優勝の立役者となった村上宗隆は、自身の出身地である宇土市と隣接する熊本市出身[109]。

### 評価
- 2017年7月場所前の二子山（元大関・雅山）コラムでは貴源治と共に次代を担う力士として期待されている[77]。
- NHK解説の北の富士勝昭からは「稽古不足」などの辛口コメントが多い。

### 実家・家族・親族
- 母の実家はクインシーメロンの農家であり、そのため正代の実家の冷蔵庫には商品にならないメロンが大量にあった。2017年夏巡業中、日刊スポーツの絵日記企画に参加して「ほかの家は分かりませんが、うちは皮がなく、オレンジ色の果肉だけが切り取られたメロンが、いつも容器に入っていたんです」と述懐している[110]。
- 「正代」という名字の先祖は海賊だったという説がある[111]。
- 元幕下・照瀬川邦昭は親戚にあたる[112]。
- 演歌歌手・石川さゆりとは遠い親戚同士である。2016年1月場所中に正代本人が「母方の祖母の兄の奥さんの妹の娘が、石川さゆりさんなんです。まだ会ったことはないんですけど、祖母の兄が亡くなった時に（石川から）大きな花が届いてました」と話している[111]。また、祖母の名前は正代正代（しょうだいまさよ）という[113][114]。
  - それから約1カ月後の同年2月25日に収録された、テレビ東京系列の歌謡番組『木曜8時のコンサート〜名曲!にっぽんの歌〜』へ、豊ノ島と共に特別ゲストで出演時、石川と初対面を果たす。その際正代曰く「僕のお母さんのお母さんのお兄さんの奥さんの妹の娘さんが石川さゆりさんです」との長い説明に、豊ノ島から「ほぼ他人!」とバッサリ切り捨てられ、石川は思わず爆笑していた[115]。
- 2025年2月8日、同日に行われたNHK福祉大相撲において、北海道函館市出身の一般人女性と結婚し、2022年1月には長男が誕生していることを公表したうえで、福祉大相撲終了後の同日夕刻に結婚披露宴を行った[116]。

### その他
- 2017年のインタビューで記者から色紙に好きな言葉を書くように頼まれると「大関…なれるかなぁ」「四字熟語がいいかな」「あ、そうだ。父親がこのあいだ『現状維持が大事』と言っていたんで。今回、これでもいいですかね」と悩んでいた。豊ノ島から角界を背負っていく存在になると期待されると「いや、いざとなれば小柳（現在の3代目豊山）がいますから」と弱気であった[18]。
- 2019年12月17日の発表により、2020年東京オリンピックの熊本県代表の聖火ランナーに選ばれたことが明らかになった[117]。しかし、2021年3月4日に新型コロナウイルス感染症（COVID-19）の流行および、夏場所の4日前に走るため本業を疎かにできないという理由で聖火ランナーを辞退した。[118]
- 2021年6月23日に新型コロナウイルスのワクチン接種を控えていた際には「副作用くらいの方がまだマシ」と感染の恐怖と比べて持論を展開した[119]。
- 兄弟子の豊ノ島は「歌の下手な力士は?」と聞かれた際に「なんといっても正代でしょうね。一緒に歌っていると『あれ、ハモろうとしてるのかな?』と思うくらい音程がズレる（笑）。それでも、最初のころよりはずいぶん上達したんです。本人は石川さゆりさんが親戚だって言ってますけど、あれも本当なのか疑わしいレベルですよ」[120]と答えていた。

## 人物

### 性格
- 元々硬くなりやすいタイプであり、本場所1ヶ月前から緊張することがあった。十両昇進時の発言からネガティブな性格だと思われがちだが、2016年9月場所前のインタビューではネガティブとポジティブの中間と答えている。幕下に落ちる心配がなくなってからはそこまで緊張しなくなったという。当初は対戦相手を当日に知ったが、入幕してからは前日に割を見るようになった。とはいえ緊張しやすい性格は入幕後も変わらず、緊張してしまうので相撲のビデオなどは見ないという[4]。また、自分の性格は自覚しているため、土俵を離れたらなるべく相撲のことは考えないようにしている[121]。
  - 2020年9月場所の幕内最高優勝以来、自信をつけたのか本人の口からネガティブな言葉が出ることは少なくなったという[122]。
- 2020年11月場所前の報道では、考えないように、緊張しないようにするために場所開始前に初日・2日目の割は確認しない主義であることが示された[123][124]。

### 学識
- 高校教諭の教員免許（農業）保有者である[125]。農業の教員免許を保持しているのは幕内力士としては非常に稀なケースである。

### 若い衆に対して
- 食事に行く際には部屋の取的に対しても何を食べるか聞くタイプである。ほぼ確実に取的は「関取優先でいいです」と遠慮するが、みんなが食べたいものを食べてほしいという考えを正代は持っている。ただ、2016年9月場所前の時点で自身の付け人を務めている力士は自身の食べたいものを優先するため、これにはさすがの正代も「それはちょっと言い過ぎかな」と困惑している[4]。

### 趣味・嗜好
- 好きなタレントはえなこと広瀬アリス[126]。幕内昇進からしばらくは西内まりやが好きであった[4]。
- 漫画鑑賞を趣味としており、2020年1月場所中の報道によると電子版の漫画を100冊以上購入したという[127]。
- 『ONE PIECE』などのアニメや映画、YouTubeなどでの大食い動画など、スマートフォンでネット動画を見るという趣味もあるインドア派[121][128][129]。2020年9月場所前の取材ではコロナ禍の自粛期間中にアニメ『メイドインアビス』を見てはまり、感動の余り号泣、部屋の力士にも見せたと語っている[128][130][131]。これが報道されるとネット上では話題となり原作者のつくしあきひとや出演声優も反応を返し、優勝時にはつくしやアニメ公式アカウントも祝福した[132][131]。
- 2020年の中日新聞の記事によると、好物はオムライス、ホットドッグ。同記事では十両昇進会見の際に「目立ちたくないから」と締め込みの色を黒にした理由を明かしたことについて触れられていた[133]。
- 宇土市の個人後援会は正代の好物である馬刺しを送ることがある[134]。
- 2022年7月場所前の報道によると、好物の家系ラーメンや二郎系ラーメンで体を作っているとのこと[135]。

### 身体能力
- 2018年2月5日から7日に日本相撲協会診療所実施された定期健康診断では、その回で1位となる握力を計測。実数値は右84kg、左91kg[136]。

### 家族
- 2025年2月8日、3年前に一般女性と結婚したことを公表。3歳になる長男がいることも明らかにし、同日、結婚式を行なった[137]。

## 年表
- 2014年3月場所 - 初土俵
- 2015年9月場所 - 新十両
- 2016年1月場所 - 新入幕
- 2017年1月場所 - 新関脇（新三役）
- 2017年3月場所 - 新小結
- 2020年9月場所 - 初優勝
- 2020年11月場所 - 新大関
- 2023年1月場所 - 大関陥落

## 合い口
いずれも2025年7月場所終了現在
（以下、最高位が横綱・大関の現役力士）
- 横綱・豊昇龍には6勝11敗。大関同士の対戦はなし。豊昇龍の大関在位中は2勝3敗。豊昇龍の横綱昇進後は対戦なし。
- 横綱・大の里には3敗。大関同士の対戦はなし。大の里の大関在位中は2敗。大の里の横綱昇進後は対戦なし。
- 大関・琴櫻には5勝10敗。大関同士の対戦はなし。琴櫻の大関昇進後は1勝2敗。
- 元大関・髙安には19勝9敗。平成時代は4勝8敗と負け越していたが、令和に入ってからは8連勝するなど14勝1敗と大きく勝ち越してしている。大関同士での対戦は無し。
- 元大関・朝乃山には5勝9敗。大関同士の対戦は2敗。
- 元大関・御嶽海には15勝20敗。大関同士の対戦は1勝1敗。
- 元大関・霧島には10勝10敗。霧島の大関在位中は4敗。大関同士の対戦はなし。

引退力士（横綱・大関）
- 元横綱・白鵬には3勝10敗（うち不戦勝1）。不戦勝を除くと直近では2020年3月場所に寄り切りで勝利している。
- 元横綱・日馬富士には1勝6敗。2017年7月場所で金星を獲得した。
- 元横綱・鶴竜には13戦全敗。
- 元横綱・稀勢の里には1勝7敗。
- 元横綱・照ノ富士には9勝11敗（うち不戦勝3）。照ノ富士が横綱に昇進してからは3勝3敗。（不戦勝1含む）直近では2024年1月場所に寄り倒しで勝利。
- 元大関・琴奨菊には5勝5敗（うち不戦勝1）。琴奨菊の大関在位中は1勝2敗。
- 元大関・豪栄道には5勝13敗。
- 元大関・栃ノ心には11勝7敗（うち不戦勝1）。大関同士での対戦は無し。栃ノ心の大関在位中は4勝2敗。（不戦勝1を含む）。
- 元大関・貴景勝には7勝16敗。大関同士の対戦は1勝6敗。

### 幕内対戦成績
| 力士名   | 勝数 | 負数 | 力士名   | 勝数 | 負数 | 力士名   | 勝数  | 負数 | 力士名   | 勝数 | 負数 |
| -------- | ---- | ---- | -------- | ---- | ---- | -------- | ----- | ---- | -------- | ---- | ---- |
| 碧山     | 6    | 3    | 安青錦   | 0    | 1    | 朝紅龍   | 0     | 1    | 朝乃山   | 5    | 9    |
| 熱海富士 | 1    | 4    | 阿炎     | 9    | 10   | 安美錦   | 2     | 0    | 阿夢露   | 1    | 0    |
| 荒鷲     | 1    | 3    | 勢       | 7    | 4    | 石浦     | 2     | 0    | 逸ノ城   | 5    | 14   |
| 一山本   | 0    | 3    | 宇良     | 7    | 9    | 遠藤     | 11    | 10   | 炎鵬     | 4    | 0    |
| 欧勝馬   | 1    | 4    | 阿武咲   | 7    | 5    | 王鵬     | 3     | 2    | 大の里   | 0    | 3    |
| 隠岐の海 | 6    | 7    | 魁聖     | 1(1) | 9    | 臥牙丸   | 2     | 0    | 輝       | 6    | 2    |
| 鶴竜     | 0    | 13   | 嘉陽     | 1    | 0    | 稀勢の里 | 1     | 7    | 北太樹   | 1    | 0    |
| 北の若   | 1    | 0    | 旭秀鵬   | 1    | 0    | 霧島     | 10    | 10   | 金峰山   | 3    | 4    |
| 豪栄道   | 5    | 13   | 豪ノ山   | 3    | 2    | 琴栄峰   | 0     | 1    | 琴恵光   | 3    | 0    |
| 琴櫻     | 5    | 10   | 琴奨菊   | 5(1) | 5    | 琴勝峰   | 6     | 1    | 琴勇輝   | 2    | 2    |
| 佐田の海 | 6    | 3    | 里山     | 1    | 0    | 獅司     | 2     | 0    | 志摩ノ海 | 3    | 0    |
| 湘南乃海 | 2    | 4    | 松鳳山   | 11   | 3    | 白熊     | 0     | 1    | 蒼国来   | 3    | 0    |
| 大奄美   | 1    | 1    | 大栄翔   | 9    | 23   | 大翔鵬   | 2     | 0    | 大翔丸   | 3    | 1    |
| 貴景勝   | 7    | 16   | 貴源治   | 1    | 0    | 貴ノ岩   | 1     | 6    | 隆の勝   | 9    | 10   |
| 髙安     | 19   | 9    | 宝富士   | 20   | 3    | 豪風     | 4     | 1    | 尊富士   | 1    | 1    |
| 玉正鳳   | 1    | 0    | 玉鷲     | 12   | 17   | 美ノ海   | 1     | 3    | 千代鳳   | 4(1) | 0    |
| 千代翔馬 | 8    | 1    | 千代大龍 | 5    | 5    | 千代の国 | 2     | 1    | 千代丸   | 1    | 2    |
| 剣翔     | 1    | 1    | 照強     | 1    | 1    | 照ノ富士 | 9(3)  | 11   | 德勝龍   | 2    | 1    |
| 栃煌山   | 6    | 2    | 栃大海   | 1    | 0    | 栃ノ心   | 11(1) | 7    | 翔猿     | 9    | 7    |
| 友風     | 2    | 1    | 豊響     | 0    | 1    | 錦木     | 6     | 6    | 錦富士   | 3    | 1    |
| 伯桜鵬   | 0    | 2    | 白鵬     | 3(1) | 10   | 日馬富士 | 1     | 6    | 英乃海   | 1    | 0    |
| 平戸海   | 3    | 1    | 藤ノ川   | 1    | 0    | 武将山   | 1     | 0    | 豊昇龍   | 6    | 11   |
| 北青鵬   | 1    | 0    | 北勝富士 | 14   | 4    | 御嶽海   | 15    | 20   | 翠富士   | 10   | 4    |
| 妙義龍   | 9(1) | 9    | 明生     | 9    | 9    | 嘉風     | 4     | 3    | 竜電     | 10   | 3    |
| 狼雅     | 3    | 0    | 若隆景   | 9    | 7    | 若元春   | 7     | 4    |          |      |      |

（カッコ内は勝数、負数の中に占める不戦勝、不戦敗の数。太字は2025年7月場所終了現在、現役力士。）

## 主な成績

### 通算成績
2025年7月場所終了現在
- 通算成績：499勝432敗10休（68場所）
- 通算勝率：.536
  - 幕内成績：431勝414敗10休（57場所）
  - 幕内勝率：.510
    - 大関成績：95勝90敗10休（13場所）
    - 大関勝率：.514
    - 三役成績：59勝61敗（8場所）
    - 三役勝率：.492
      - 関脇成績：45勝30敗（5場所）
      - 関脇勝率：.600
      - 小結成績：14勝31敗（3場所）
      - 小結勝率：.311

    - 前頭成績：277勝263敗（36場所）
    - 前頭勝率：.513

  - 十両成績：24勝6敗（2場所）
  - 十両勝率：.800
  - 幕下成績：25勝10敗（5場所）
  - 幕下勝率：.714
  - 三段目成績：6勝1敗（1場所）
  - 三段目勝率：.857
  - 序二段成績：6勝1敗（1場所）
  - 序二段勝率：.857
  - 序ノ口成績：7勝0敗（1場所）
  - 序ノ口勝率：1.000

### 各段在位場所数
- 通算在位：68場所
  - 幕内在位：57場所
    - 大関在位：13場所（短命大関として、若羽黒と並んで歴代10位タイ）
    - 三役在位：8場所（関脇5場所、小結3場所）
    - 平幕在位：36場所

  - 十両在位：2場所
  - 幕下在位：5場所
  - 三段目在位：1場所
  - 序二段在位：1場所
  - 序ノ口在位：1場所
  - 前相撲：1場所

### 各段優勝
- 幕内最高優勝：1回（2020年9月場所）
- 十両優勝：1回（2015年11月場所）
- 幕下優勝：1回（2015年1月場所）
- 序ノ口優勝：1回（2014年5月場所）

### 三賞・金星

#### 三賞
- 三賞：7回
  - 殊勲賞：1回（2020年9月場所）
  - 敢闘賞：6回（2016年1月場所、11月場所、2019年11月場所、2020年1月場所、7月場所、9月場所）

#### 金星
- 金星：2個
  - 日馬富士：1個（2017年7月場所）
  - 照ノ富士：1個（2024年1月場所）

### 場所別成績
| | 一月場所 初場所（東京） | 三月場所 春場所（大阪） | 五月場所 夏場所（東京） | 七月場所 名古屋場所（愛知） | 九月場所 秋場所（東京） | 十一月場所 九州場所（福岡） |
| --- | ----------------------- | ----------------------- | ----------------------- | --------------------------- | ----------------------- | --------------------------- |
| 2014年 （平成26年） | x                       | （前相撲）              | 西序ノ口12枚目 優勝 7–0 | 東序二段10枚目 6–1          | 東三段目48枚目 6–1      | 東幕下59枚目 5–2            |
| 2015年 （平成27年） | 西幕下37枚目 優勝 7–0   | 西幕下3枚目 4–3         | 西幕下2枚目 4–3         | 東幕下筆頭 5–2              | 西十両12枚目 11–4       | 西十両5枚目 優勝 13–2       |
| 2016年 （平成28年） | 西前頭12枚目 10–5 敢    | 西前頭6枚目 9–6         | 東前頭2枚目 6–9         | 東前頭5枚目 9–6             | 西前頭2枚目 7–8         | 西前頭3枚目 11–4 敢         |
| 2017年 （平成29年） | 西関脇 7–8              | 西小結 4–11             | 西前頭5枚目 10–5        | 東前頭筆頭 5–10 ★           | 東前頭5枚目 6–9         | 西前頭7枚目 9–6             |
| 2018年 （平成30年） | 東前頭4枚目 7–8         | 西前頭4枚目 7–8         | 西前頭4枚目 9–6         | 東前頭筆頭 6–9              | 東前頭3枚目 6–9         | 東前頭4枚目 8–7             |
| 2019年 （平成31年 /令和元年） | 東前頭3枚目 7–8         | 西前頭3枚目 5–10        | 東前頭7枚目 10–5        | 東前頭3枚目 7–8             | 西前頭4枚目 3–12        | 西前頭10枚目 11–4 敢        |
| 2020年 （令和2年） | 西前頭4枚目 13–2 敢     | 西関脇 8–7              | 感染症拡大 により中止   | 東関脇 11–4 敢              | 東関脇 13–2 殊敢        | 東大関2 3–2–10              |
| 2021年 （令和3年） | 西大関 11–4             | 東大関 7–8              | 東大関2 9–6             | 東大関2 8–7                 | 東大関 8–7              | 東大関 9–6                  |
| 2022年 （令和4年） | 西大関 6–9              | 東大関 9–6              | 西大関 5–10             | 西大関2 10–5                | 西大関 4–11             | 西大関 6–9                  |
| 2023年 （令和5年） | 西関脇2 6–9             | 西前頭筆頭 10–5         | 東小結2 6–9             | 東前頭2枚目 6–9             | 東前頭3枚目 8–7         | 東前頭2枚目 6–9             |
| 2024年 （令和6年） | 西前頭4枚目 4–11 ★      | 東前頭10枚目 8–7        | 西前頭9枚目 7–8         | 東前頭10枚目 10–5           | 東前頭4枚目 10–5        | 西小結 4–11                 |
| 2025年 （令和7年） | 東前頭4枚目 6–9         | 東前頭7枚目 6–9         | 西前頭10枚目 6–9        | 西前頭13枚目 9–6            | x                       | x                           |
| 各欄の数字は、「勝ち-負け-休場」を示す。 優勝 引退 休場 十両 幕下 三賞：敢=敢闘賞、殊=殊勲賞、技=技能賞 その他：★=金星 番付階級：幕内 - 十両 - 幕下 - 三段目 - 序二段 - 序ノ口 幕内序列：横綱 - 大関 - 関脇 - 小結 - 前頭（「#数字」は各位内の序列） |                         |                         |                         |                             |                         |                             |

## 四股名履歴
- 正代 直也（しょうだい なおや） 2014年3月場所 -

## メディア出演

### テレビ番組
- 木曜8時のコンサート〜名曲!にっぽんの歌〜（2016年3月10日、テレビ東京）
- 平成三十年大相撲名古屋場所前夜祭（2018年7月7日、中部日本放送）
- 笑点 「お正月だよ!笑点大喜利祭り!」（2020年1月1日、日本テレビ）
- ジャンクSPORTS （2020年2月9日・16日・10月18日、2021年2月14日、フジテレビ）
- サンデースポーツ（2020年9月27日、NHK総合）
- プレバト!! （2020年3月5日、TBS）
- 大相撲ABEMA場所〜記憶に残る名勝負100連発〜（2020年6月6日、ABEMA）
- ニュース シブ5時「能町みね子のシブ5時相撲部」（2020年8月3日、NHK総合）
- 情報ライブ ミヤネ屋（2020年9月29日、日本テレビ）
- 大相撲11月場所直前! あつまれふるさとの力士たち（2020年11月7日、NHK九州・NHK沖縄）
- 大相撲この一年 夢紡いだ支え（2020年12月30日、NHK総合）
- 踊る!さんま御殿!!（2022年6月14日、日本テレビ）